# Облога Шкодера (1912-1913)
Облога Шкодера (серб. Опсада Скадра) — облога чорногорцями оттоманського міста Скутарі під час Першої Балканської війни, що тривала з середини жовтня 1912 року до 23 квітня 1913 року. Чорногорська армія не змогла взяти місто штурмом, тому зробила тривалу блокаду.
Блокада безперервно тривала півроку. Під час перемир'я Османської імперії з Балканським союзом Чорногорія продовжувала блокувати місто. Бої під Шкодером схвилювали Францію, Австро-Угорщину, Німецьку імперію та Велику Британію . Ці держави вимагали у Чорногорії зняти облогу міста, на що та відповіла відмовою. У відповідь великі держави ввели в Адріатичне море свої судна, оголосивши про морську блокаду Чорногорії.
Незважаючи на це, 23 квітня чорногорські війська в результаті переговорів з турецьким гарнізоном міста увійшли в Шкодер. Нікола I Петрович особисто підняв прапор Чорногорії над Шкодером. Взяття міста ознаменувало закінчення бойових дій між Чорногорією і Туреччиною, і 30 травня того ж року був підписаний мир.